# ایران و غرب
ایران و غرب (به انگلیسی: Iran and the West) نام یک مجموعهٔ مستند سه قسمتی‌ست که در فوریه ۲۰۰۹ به مناسبت سی‌امین سالگرد انقلاب ۱۳۵۷ ایران از شبکهٔ بی‌بی‌سی ۲ پخش شد. قسمت اول ساعت ۹ شب شنبه ۷ فوریه و قسمت‌های دوم و سوم در شنبه‌های بعدی به نمایش درآمد. این فیلم مستند به رابطهٔ ایران و کشورهای غربی می‌پردازد و با سیاستمدارانی که از سال ۱۹۷۹ میلادی (۱۳۵۷ خورشیدی) نقش قابل توجهی در رویدادهای مربوط به ایران، اروپا و ایالات متحد آمریکا ایفا کردند، مصاحبه می‌کند.
تهیه‌کنندهٔ این مجموعه نورما پرسی است که پیش‌تر مجموعه‌های مستند مرگ یوگسلاوی و اسرائیل و عرب‌ها: صلح ناپایدار را تهیه کرده‌است.

## قسمت‌ها
| نام                       | تاریخ پخش     | خلاصه | مشارکت‌کنندگان                                                                  |  |
| مردی که دنیا را تغییر داد | ۷ فوریه ۲۰۰۹  | داستان به قدرت رسیدن آیت‌الله خمینی، سقوط حکومت محمدرضا پهلوی و فرار او از ایران و بحران گروگان‌گیری در سفارت آمریکا از زبان شخصیت‌های اصلی روایت می‌شود. | جیمی کارتر، والتر موندال، وارن کریستوفر، محسن رفیق‌دوست، فرح پهلوی، فیدل کاسترو |  |
| دولت مطرود                | ۱۴ فوریه ۲۰۰۹ | داستان‌های پشت‌پرده از زبان دو رئیس‌جمهور سابق ایران و رهبران کشورهای غربی روایت می‌شود. این فیلم به موضوعاتی نظیر بحران گروگانگیری در لبنان، جنگ ایران و عراق، مرگ روح‌الله خمینی و تغییرات جو سیاسی خاورمیانه پس از حمله عراق به کویت و جنگ خلیج فارس در سال ۱۹۹۱ می‌پردازد. | اکبر هاشمی رفسنجانی، محمد خاتمی، جورج شولتز، کریستوفر وارن، مادلین آلبرایت     |  |
| رویارویی هسته‌ای           | ۲۱ فوریه ۲۰۰۹ | داستان رویارویی مداوم غرب با ایران بر سر مسئلهٔ انرژی هسته‌ای و موضوعاتی نظیر پیدایش طالبان در کشور همسایهٔ ایران افغانستان، ترور احمدشاه مسعود، حملهٔ تروریستی ۱۱ سپتامبر، جنگ عراق و برنامهٔ هسته‌ای ایران در این قسمت مطرح می‌شوند.                                          | محمد خاتمی، ولادیمیر پوتین، جک استراو                                          |  |

## پیوند به درون
- روابط ایران و آمریکا
- روابط ایران و بریتانیا